# Honest Ahanor
Honest Ovonranwen Ahanor (Aversa, 23 febbraio 2008) è un calciatore italiano con cittadinanza nigeriana, difensore dell'Atalanta.

## Caratteristiche tecniche
Mancino naturale, dotato di un fisico possente, ha dimostrato un'ottima velocità e progressione. Inizialmente impiegato come difensore centrale, viene utilizzato come terzino sinistro o esterno di centrocampo a tutta fascia. Si contraddistingue per le sue qualità tecniche, che esprime a livello pratico attraverso dribbling e controllo palla. Gode inoltre di una spiccata capacità di lettura di gioco, oltre a una grande abilità nel recupero palla e nella pressione alta.

## Biografia
Nato in Campania da genitori nigeriani, ad un anno di età si trasferisce con la madre presso il centro di accoglienza dell'Abbazia di San Nicolò del Boschetto di Cornigliano a Genova. Inizia a giocare a calcio a tre anni in una squadra vicina alla stessa.

## Carriera

### Club

#### Genoa
Entrato nel settore giovanile del Genoa all'età di cinque anni, partecipa progressivamente a tutte le squadre giovanili rossoblu, vincendo anche da "sottoetà" e da titolare il Campionato Nazionale Under-18 nella stagione 2023-2024, contribuendo in maniera determinante alla conquista dello scudetto segnando due gol nel primo turno della Fase Finali e fornendo un assist nella finale. In quella stessa stagione, prende parte a tre selezioni differenti: Under-18, Under-19 e formazione Primavera (nel girone di ritorno).
Promosso in pianta stabile in prima squadra nella stagione 2024-2025 (dopo aver rinnovato il proprio contratto con la squadra fino al 2027), il 28 settembre 2024, a causa di molti infortuni occorsi alla squadra, l'allenatore Alberto Gilardino fa esordire da titolare Ahanor nella sconfitta casalinga contro la Juventus. Diviene così il primo calciatore nato nel 2008 a venir schierato dal primo minuto in una partita di Serie A e, a fine stagione, risulterà essere il più giovane in assoluto ad aver preso parte al campionato di calcio di Serie A 2024-2025. Dopo essere subentrato contro il Parma a novembre, alla fine dello stesso mese subisce un intervento chirurgico di ricucitura del menisco interno ed esterno, per cui rimarrà lontano dai campi per 5 mesi. Dopo avar completamente recuperato la forma fisica, il nuovo allenatore dei Grifoni Patrick Vieira lo fa tornare in campo il 23 aprile, nella sconfitta casalinga contro la Lazio, sostituendo al 68° Aarón Martín. Ritorna titolare nella partita successiva in trasferta contro il Como, venendo sostituito nel secondo tempo da Andrea Pinamonti. Sfiora la prima rete tra i professionisti nella trasferta contro il Napoli, valevole per la 35ª giornata di campionato: dopo aver colpito di testa il pallone servito da un traversone di Junior Messias, il portiere dei campani Meret riesce inizialmente a bloccare il tiro, ma poi uno sfortunato rimpallo addosso allo stesso ultimo uomo fa entrare la sfera in porta, mettendo quindi a referto un autogol, non una marcatura di Ahanor.

#### Atalanta
Il 4 luglio 2025, viene ufficializzato il suo trasferimento a titolo definitivo all'Atalanta, sempre in Serie A, per una cifra di circa 16 milioni di euro, più quattro milioni di bonus relativi alle prestazioni.

### Nazionale
Nato da genitori originari della Nigeria, nel 2023 ottiene la cittadinanza italiana, divenendo quindi eleggibile a rappresentare entrambe le selezioni.

## Statistiche

### Presenze e reti nei club
Statistiche aggiornate al 4 luglio 2025
| Stagione        | Squadra         | Campionato      | Campionato | Campionato | Coppe nazionali | Coppe nazionali | Coppe nazionali | Coppe continentali | Coppe continentali | Coppe continentali | Altre coppe | Altre coppe | Altre coppe | Totale | Totale |
| Stagione        | Squadra         | Comp            | Pres       | Reti       | Comp            | Pres            | Reti            | Comp               | Pres               | Reti               | Comp        | Pres        | Reti        | Pres   | Reti   |
| --------------- | --------------- | --------------- | ---------- | ---------- | --------------- | --------------- | --------------- | ------------------ | ------------------ | ------------------ | ----------- | ----------- | ----------- | ------ | ------ |
| 2024-2025       | Genoa           | A               | 6          | 0          | CI              | 0               | 0               | -                  | -                  | -                  | -           | -           | -           | 6      | 0      |
| 2025-2026       | Atalanta        | A               | -          | -          | CI              | -               | -               | UCL                | -                  | -                  | -           | -           | -           | -      | -      |
| Totale carriera | Totale carriera | Totale carriera | 6          | 0          |                 | 0               | 0               |                    | -                  | -                  |             | -           | -           | 6      | 0      |

## Palmarès

### Club

#### Competizioni giovanili
- Campionato Nazionale Under-18: 1

Genoa: 2023-2024